# یوپاستامبا
یوپاستامبا (انگلیسی: Yūpastambha)

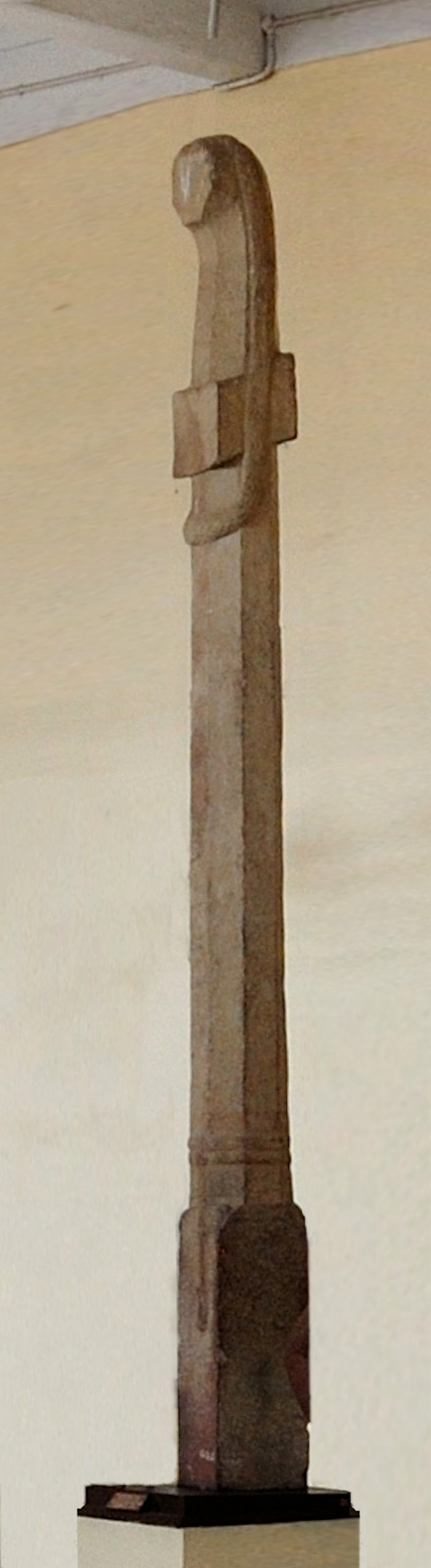
ستون یوپا در زمان واسیشکا، قرن سوم میلادی، موزه ماتورا

در «ریگ ودا» ستون قربانی که به آن «یوپا» (Yūpa) می‌گویند، اشاره به درخت جهانی است که در ناف زمین قرار یافته‌است و در «بهگود گیتا» نیز از آن سخن به میان آمده‌است. قربانی از طریق این ستون مراتب و درجات هستی را طی می‌کند و به تعالی می‌رسد.
این تمثیل در کیش بودائی خاصه در نحوهٔ پیدایش بودا هم عنوان شده‌است. بودا به مجرد این که پا به عرصهٔ وجود نهاد هفت گام برداشت و پای بر نوک عالم نهاد.
وارستن از مرتبهٔ انسانیت و پیوستن به عالم معنوی و خروج از جسم و قیود و ضمائم مادی، به منزله آزادی روح و از خود درآمدن (Ex-stasis) است.